# Tomáš Ďubek
Tomáš Ďubek (ur. 22 stycznia 1987 w Zwoleniu) – słowacki piłkarz grający na pozycji pomocnika w FC ViOn Zlaté Moravce.

## Kariera klubowa
Ďubek rozpoczął karierę w MFK Lokomotíva Zwoleń. W 2002 trafił do MFK Ružomberok, a w 2004 został włączony do pierwszej drużyny tego klubu. W sezonie 2012/2013 został uznany najlepszym zawodnikiem ligi słowackiej. W lipcu 2014 został zawodnikiem Slovana Liberec. W czerwcu 2015 wrócił do MFK Ružomberok.

## Kariera reprezentacyjna
W reprezentacji Słowacji zadebiutował 7 lipca 2013 w zremisowanym 1:1 meczu wyjazdowym z Liechtensteinem, w którym wszedł na boisko w 24. minucie.